# Jamnickie Stawy

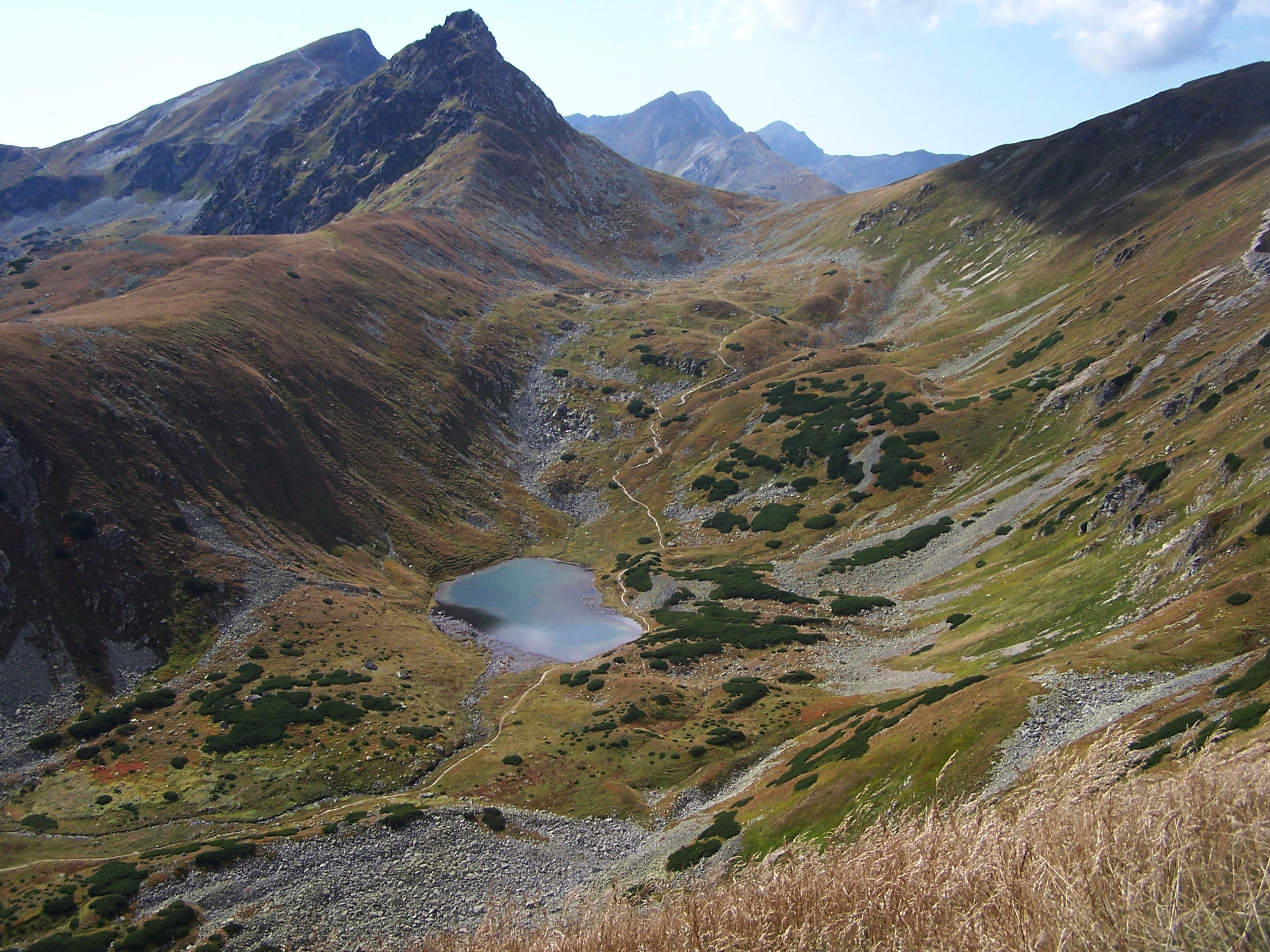
U góry Rohacze

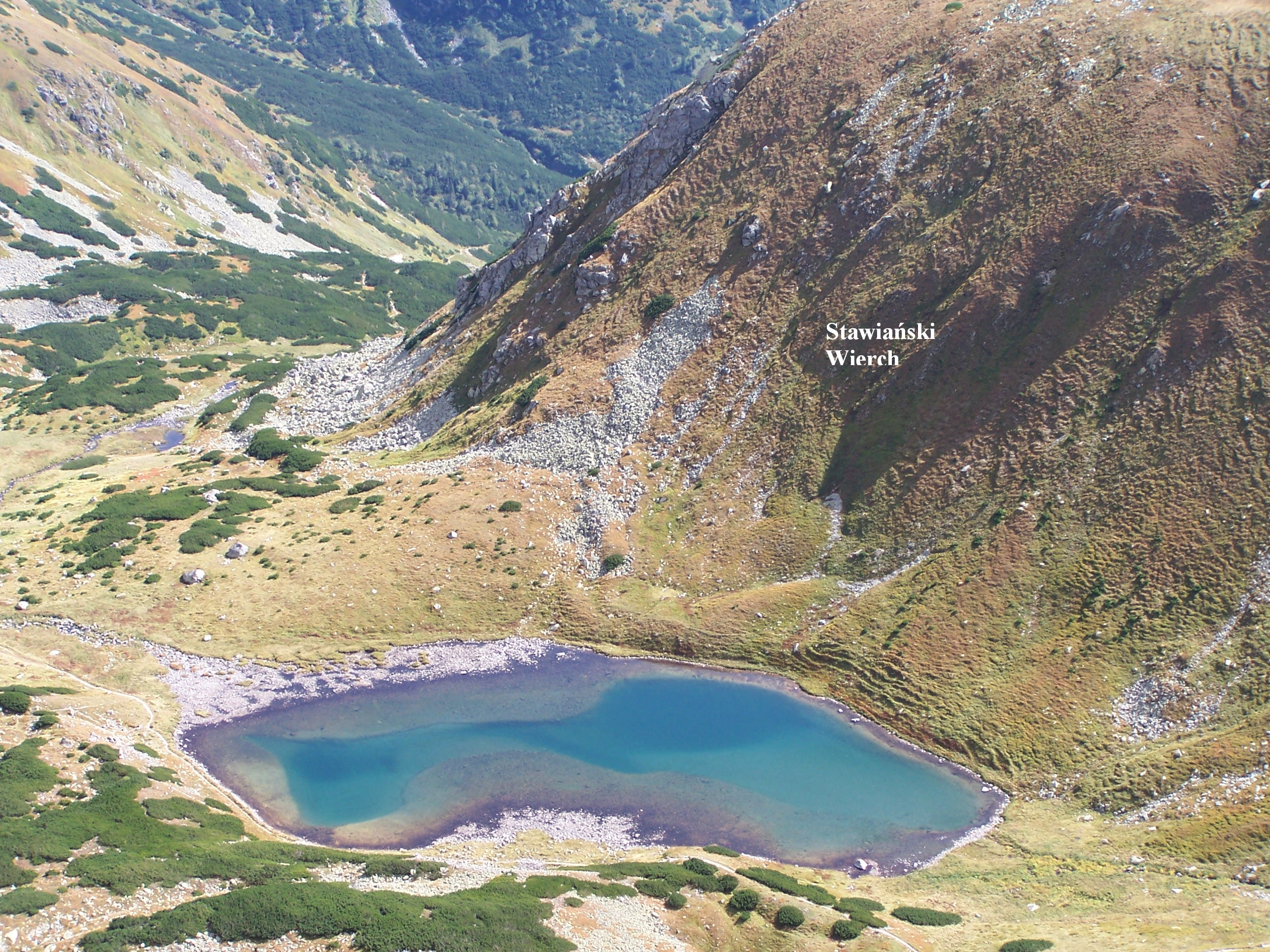
Niżni Staw Jamnicki

Jamnickie Stawy (słow. Jamnícke plesá) – dwa stawy w Dolinie Jamnickiej w słowackich Tatrach Zachodnich. Znajdują się w górnym piętrze tej doliny, w dolinie wiszącej zwanej Kotłem Jamnickich Stawów, pod zboczami Rohacza Ostrego, Wołowca i Łopaty, oddzielone od pozostałej części doliny wałowatym wzniesieniem Stawiańskiego Wierchu. Położone są na dwóch poziomach:
- Wyżni Jamnicki Staw (słow. Vyšné Jamnícke pleso, 1835[1] m n.p.m.);
- Niżni Jamnicki Staw (słow. Nižné Jamnícke pleso, 1732[1] m n.p.m.).

Ze stawów wypływa strumyk dający początek Jamnickiemu Potokowi.

## Szlaki turystyczne
Czasy przejścia podane na podstawie mapy.
  – od autokempingu „Raczkowa” przez rozdroże Niżnia Łąka, Dolinę Jamnicką i Jamnicką Przełęcz na Wołowiec.
- Czas przejścia z autokempingu do rozdroża w Dolinie Jamnickiej: 2:30 h, ↓ 2 h
- Czas przejścia z rozdroża na Jamnicką Przełęcz: 1:45 h, ↓ 1:20 h
- Czas przejścia z przełęczy na Wołowiec: 20 min, ↓ 15 min